# Nansō satomi hakkenden

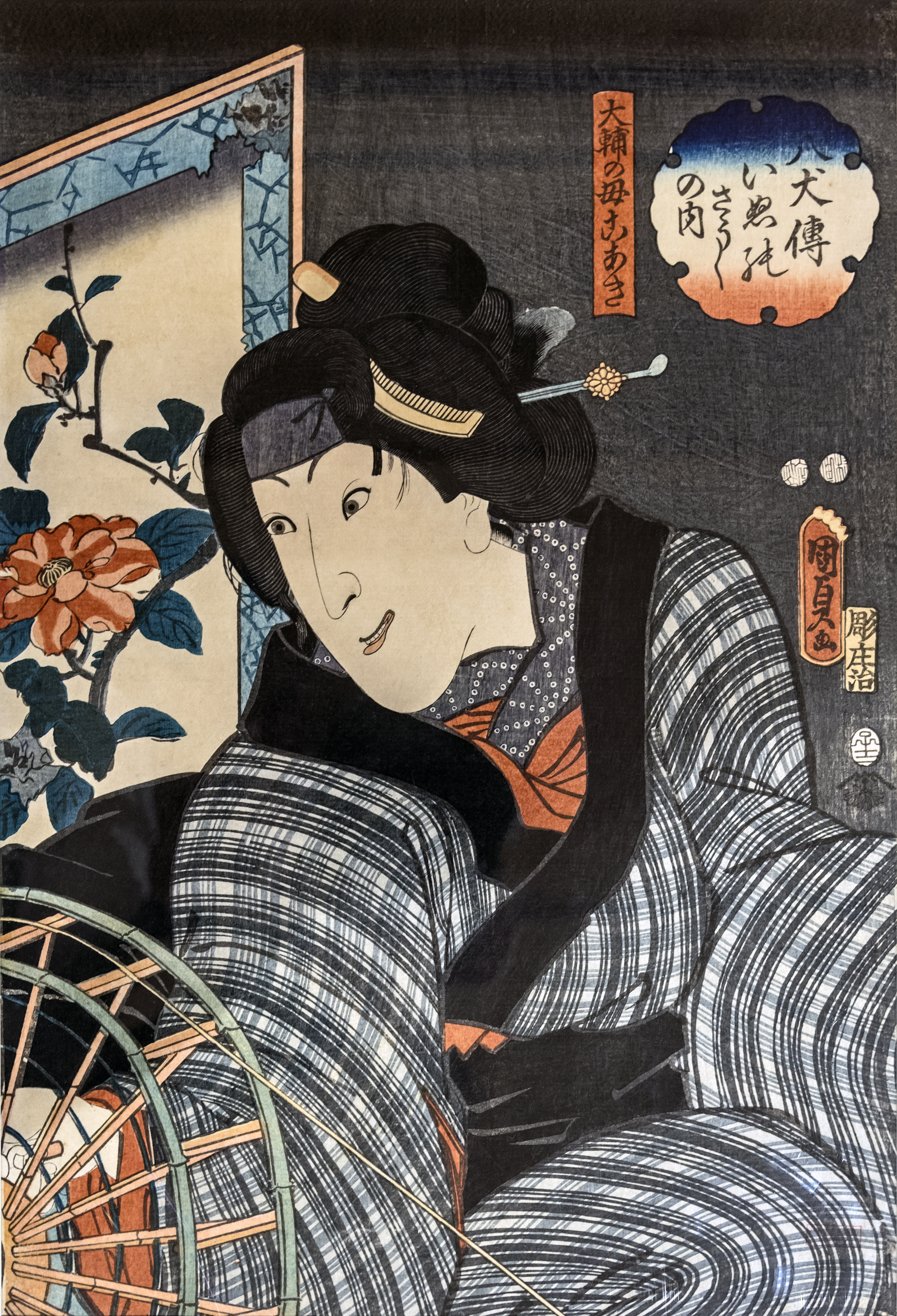
L'attore Iwai Hanshiro nel ruolo di Koaki

Nansō satomi hakkenden (shinjitai: 南総里見八犬伝, kyūjitai: 南總里見八犬傳, trad. Cronache degli otto cani) è un'opera letteraria in 106 volumi scritta da Kyokutei Bakin.
Elaborata tra il 1814 e il 1842, s'ispira ad uno dei quattro grandi romanzi classici della letteratura cinese: il romanzo storico I Briganti (cinese tradizionale: 水滸傳, cinese semplificato: 水浒传  Shuǐhǔ Zhuàn), scritto nel 1368  da Luo Guanzhong e Shi Nai'an, in Giappone conosciuto come Suikoden. Il numero complessivo di caratteri è incerto, ma molto probabilmente si tratta del romanzo più lungo mai scritto.

## Trama
Ambientato nel periodo Sengoku (350 anni dalla morte dell'autore), questo romanzo racconta la storia di otto fratelli samurai e di tutte le loro avventure, con i temi della lealtà, della famiglia e dell'onore, ma anche di molti altri come le religioni e la filosofia.
Satomi Yoshizane, samurai del XV secolo, fa una promessa (in tono scherzoso) a Yatsufusa, il suo cane. La promessa è la seguente: chi batterà il nemico del clan potrà sposarsi con sua figlia, di nome Fuse. Yatsufusa uccide il nemico del clan e Fuse lascia la casa con il cane.
Passato un po' di tempo, Fuse, in un ultimo disperato tentativo per dimostrare che non aveva avuto figli dal cane, si uccide. Alla morte, la sua collana buddista si rompe con otto perle della medesima che si perdono in zone diverse. In questi otto posti nascono dei bambini, uno per ogni luogo dove è arrivata una perla. Il segno che li contraddistingue è una voglia sulla pelle. Ognuno possiede la sua perla, sulla quale c'è scritto un ideogramma.
Gli otto ragazzi, un giorno, s'incontrano e decidono di andare al paese della principessa Fusa. Da lì partono tutte le vicende che il ciclo narrativo racconta.
Una serie precedente al romanzo di Bakin, Chinsetsu Yumiharizuki era stata illustrata dal celebre Katsushika Hokusai, ma i due non avevano lavorato bene insieme.
Esiste una ristampa completa in dieci volumi disponibili, e varie traduzioni moderne giapponesi, soprattutto edizioni integrali. Sono pochi i volumi tradotti in italiano e in tutte le altre lingue europee.

## Film, TV e adattamenti teatrali
Anche se molto conosciuto al suo debutto, il lavoro di Bakin perse popolarità dopo la Restaurazione Meiji, ma tornò di moda ancora una volta nel XX secolo. Ci sono adattamenti cinematografici, il primo dei quali girato nel 1938, poi una serie nel 1950, un'influente serie TV, Shin Hakkenden, all'inizio del 1970, che nel 1983 ha cambiato nome in Satomi Hakkenden. Il più recente è una mini-serie TV (un dorama in due puntate intitolato Satomi Hakkenden) trasmessa nel 2006 con Hideaki Takizawa che interpreta la parte del protagonista maschile.

## Altri adattamenti
- Nel videogioco Okami, il giocatore deve cercare gli otto guerrieri canini, che vengono descritti come l'incarnazione delle otto virtù del confucianesimo. È una chiara parodia dei protagonisti del libro.
- Questa storia è anche richiamata in un caso del Detective Conan, in cui otto fratelli, nel cui nome è presente il kanji di uno degli otto doveri morali, vengono uccisi da un fantomatico cane demoniaco, che lascia vicino ai cadaveri un oggetto di forma sferica.
- C'è un museo dedicato al romanzo e al suo adattamento teatrale a Tateyama (Chiba).
- Nell'anime Naruto, il personaggio di Kiba Inuzuka è basato su questa storia, così come il suo clan.
- L'anime Shin Hakkenden ne è un libero adattamento in chiave fantascientifica.
- Il manga Samurai 8: La leggenda di Hachimaru di Masashi Kishimoto, già autore di Naruto, è stato influenzato da questo racconto.
- Una trasposizione in anime del 1990 dal titolo The Hakkenden viene trasmessa per la prima volta nel 1990 è composta da 13 episodi e tratta avvenimenti tratti dal romanzo. Distribuito in Italia dalla Dinamic con il nome di Hakkenden - Il branco dei guerrieri leggendari.
- Gli Hakkenshi (Otto Guerrieri Canini) dell'arco dei lupi del manga Ginga: Nagareboshi Gin sono un riferimento ai protagonisti dell'opera.